# Senecio cedrosensis
Senecio cedrosensis là một loài thực vật có hoa trong họ Cúc. Loài này được Greene miêu tả khoa học đầu tiên năm 1885.